# Интелсат-22
«Интелсат-22» (англ. Intelsat 22) — коммерческий геостационарный телекоммуникационный спутник, принадлежащий североамериканскому спутниковому оператору Intelsat.
Космический аппарат (КА) предназначен для работы в орбитальной позиции 72° в. д. с государственными и коммерческими клиентами в C-диапазоне с зоной покрытия в Африке и Азии, а также в Ku-диапазоне в Европе, Африке, на Ближнем Востоке и в Юго-Восточной Азии. Кроме того, спутник несёт полезную нагрузку UHF диапазона, специально разработанную для Сил обороны Австралии.

## Конструкция
КА «Интелсат-22» основан на платформе Boeing 702MP со сроком активного существования более 15 лет. Стартовая масса спутника — 6249 кг. Высота спутника составляет 6,9 м, ширина развёрнутых антенн 9,25 м и размах арсенид галиевых солнечных батарей — 36,85 м.
Модуль полезной нагрузки КА «Интелсат-22» состоит из 24 транспондеров C-диапазона и 18 Ku-диапазона по 72 МГц.

### Лучи C-диапазона
Спутник располагает двумя лучами C-диапазона:
- Западный луч (West Hemi Beam), с максимальным ЭИИМ стволов более 42,8 дБВт и добротностью стволов от −3,3 до 2,6 дБ/К, осуществляет покрытие Европы, Ближнего Востока и и Африки;
- Восточный луч (East Hemi Beam), с максимальным ЭИИМ стволов более 43,2 дБВт и добротностью стволов от −1,9 до 3,6 дБ/К, предназначен для территории Восточной Сибири, Японии, Юго-Восточной Азии и Австралии[8].

Кроме того, на спутнике реализована возможность работы в кросс-лучевом режиме, то есть, принимать сигнал в Западном луче и передавать в Восточном, и наоборот.

### Лучи Ku-диапазона
Спутник располагает двумя лучами Ku-диапазона:
- Ближневосточный/Африканский луч обладает максимальным ЭИИМ 50,2 дБВт и добротностью стволов от −1,5 до 4,9 дБ/К имеет зону покрытия в Европе, на Ближнем Востоке и в Африке;
- Мобильный луч с ЭИИМ стволов 48,3 дБВт покрывающий Индийский океан и побережья Ближнего Востока, Юго-Восточной Азии и Австралии для обеспечения мобильной морской связи в этих регионах[9][8];

### Военная полезная нагрузка для Австралии
Силы обороны Австралии заключили контракт стоимостью $193 млн на установку на «Интелсат-22» собственной полезной нагрузки (ПН) UHF диапазона. ПН предназначена для работы над Индийским океаном, а также будет использована частями расположенными в Афганистане и на Ближнем Востоке.

## Запуск спутника
Запуск спутника состоялся 25 марта 2012 года с площадки 200Л (ПУ № 39) космодрома Байконур. Через примерно 15 часов 30 минут, 26 марта 2012, спутник штатно отделился от разгонного блока на заданной орбите. Особенностью этого пуска стал вывод спутника на супер-синхронную геопереходную орбиту (65044 × 475 км), что в этом случае позволяет достичь уменьшения остаточной ΔV до геостационарной орбиты. Запуск был осуществлён компанией International Launch Services (ILS) с помощью РН Протон-М с разгонным блоком Бриз-М. Он стал 374-м пуском РН «Протон» начиная с 1967 года и 71-м выполненным через компанию ILS.